# Ellis Ashmead-Bartlett
Ellis Ashmead-Bartlett (London, 1881. február 11. – Lisszabon, 1931. május 4.) angol haditudósító volt az első világháború során. A gallipoli csatáról szóló beszámolóival nagy szerepet játszott az ANZAC legendájának megszületésében, amely még mindig uralja a katonai történelmet Ausztráliában, illetve Új-Zélandon. A hadjárat vezetőivel kapcsolatos szókimondó kritikájával fontos szerepet játszott a brit főparancsnok, Sir Ian Hamilton elbocsátásában, ami végső soron a brit haderő evakuálását eredményezte a Gallipoli félszigetről.

## Életrajz

### Fiatalkora
Az angol Konzervatív Párt MP, Ellis Ashmead-Bartlett legidősebb fiaként született. Tanulmányait a Marlborough College-ben végezte. A második búr háború alatt hadnagyként szolgált a Bedfordshire ezredben. 1904-ben Mandzsúriába érkezett, hogy beszámolókat írjon az orosz-japán háborúról. Nem sokkal a háború után megjelent az egyik legfontosabb könyve  ezekről a  konfliktusokról: Port Arthur: The Siege and Capitulation ['Ostrom és kapituláció'] (William Blackwood & Sons).

### Megérkezés Gallipoliba
Ashmead-Bartlett haditudósító szerepe az első világháború alatt vált jelentőssé. Ashmead-Bartlett  a A Daily Telegraph tudósítójaként 1915. április 25-én szállt partra az Anzac-öbölben. A megérkezést követően, este 21:30-kor az Anzac-öböl partján sétált egy nem szabályos zöld kalapban; azonnal letartóztatták mint kémet, de a vitorlamester, aki kihozta a partra, igazolta őt.

Ashmead-Bartlett közölte először a harcok során látottakat. Jelentése a csapatok partraszállásáról május 8-án jelent meg az ausztrál újságokban, az ausztrál haditudósító, Charles E. W. Bean előtt. Hitelesség nélküli színpompás prózája szabotálta Charles Bean jelentését. Elismerő méltatása az anzaci katonákról nagy népszerűséget eredményezett Ausztráliában és Új-Zélandon. 
:"Nincs is szebb bravúr ebben a háborúban, mint ez a gyors partraszállás a sötétségben, majd a magaslatok megrohamozása, és mindenekelőtt a kitartás az utánpótlás megérkezéséig. Ezek a nyers gyarmati csapatok ebben a kétségbeesett órában bebizonyították, hogy méltók arra, hogy  Mons, Aisne, Ypres, Neuve Chapelle hősei mellett harcoljanak."
1915. május 27-én Ashmead-Bartlett a HMS Majestic fedélzeten tartózkodott, a Királyi Haditengerészet hadihajója a Cape Helles W partján horgonyzott, amikor megtorpedózta egy német U-boat. Két nappal korábban látta a HMS Triumph – a tengeralattjáró első áldozatának – elsüllyedését, és biztos volt abban, hogy a Majestic ugyanarra a sorsra jut.  Május 26-ának éjjelén még segített meginni a hajó utolsó pezsgőjét. Matracát a fedélzetre hozta, így nem esett csapdába az utastérben. Ashmead-Bartlett túlélte a hajó elsüllyedését, de elvesztette minden készletét. Máltára ment, hogy új felszerelést szerezzen magának.

### Visszatérés Londonba
A harcok előrehaladtával Ashmead-Bartlett jelentései rendkívül kritikussá váltak, aminek következtében kegyvesztetté vált a brit főparancsnokkal, Sir Ian Hamilton tábornokkal szemben. Ahelyett, hogy a Dardanellákhoz tért volna vissza Máltáról, Londonba ment, (június 6-án érkezett meg), hogy személyes jelentést tegyen a hadjárat tényállásairól. Londoni tartózkodása idején találkozott a legtöbb politikai vezetővel, beleértve: Bonar Law-val (a Gyarmati Miniszter), Winston Churchill-lel (abban az időben az admiralitás első lordja), Arthur Balfour-ral (Churchill helyettesével az admiralitásban), valamint H. H. Asquith miniszterelnökkel. Megkérdőjelezte Lord Kitchener hadügyminisztert.

### Vissza Gallipoliba
Amikor visszatért Gallipoliba, Ashmead-Bartlett tábort hozott létre Imbros szigetén, ott, ahol Ian Hamilton főhadiszállása is volt.  Itt relatív biztonságban és kényelemben élt, még saját szakácsát is elhozta Párizsból. Visszatérve a félszigetre szemtanúja volt az ,,augusztusi offenzíva" Suvla menti partraszállásának.
"Rendkívüli zűrzavar volt. Úgy tűnt, senki sem tudta hol található a különböző dandárok és hadosztályok főhadiszállása. A csapatok ivóvíz után vadásztak , a vezérkariak saját csapataik után vadásztak, és a török mesterlövészek préda után vadásztak."
Ashmead-Bartlett míg Londonban tartózkodott kapott egy kamerát, amivel  elkészítette az egyetlen filmfelvételt a csatáról. Augusztus 21-én a Chocolate Hill-ről figyelte a hadjárat utolsó támadását, a brit IX hadtest Scimitar Hill-i ütközetét.  Filmforgatás közben betemette egy tüzérségi akna, ami a közelében csapódott be, de hamar kiásta magát.

### A gallipoli kritika
Amikor 1915 szeptemberében az ausztrál újságíró, Keith Murdoch megérkezett Gallipolira, Ashmead-Bartlett befogadó hallgatóközönséget talált benne megjegyzéseivel és a hadjárat elemzésével. Murdoch Londonba utazott, Ashmead-Bartlett levelével – vitatott, hogy Murdoch tudta-e a tartalmát – amely átkozta a hadjáratot, amely úgy írt a végső támadásról, mint "a legszörnyűbb és legdrágább kudarc történelmünk során a Bannockburn csata óta." A levél címzettje a miniszterelnök Asquith volt, de szeptember 28-án a levelet elkobozták Marseilles-ben; ekkor Ashmead-Bartlett-nek megparancsolták, hogy hagyja el Gallipoli-t.
Visszatérve Londonba, Ashmead-Bartlett adott egy "interjút" a The Sunday Times-nak (véleményét egy interjú kereteiben mondta el, hogy megkerülje, kijátssza a cenzúra szabályait.) Október 17-én lett közzétéve a cikk, ez volt az első részletes beszámoló a hadjáratról és széles körben elterjedt, megjelent A Times-ban, a Daily Mail-ben, valamint az ausztrál lapokban.

### Gallipoli után
Pénz szűkében Ashmead-Bartlett előadás-körutazást vállalt Angliában és Ausztráliában. Beszámolt a Nyugati Front Franciaországi harcairól. A háborút követően, Ashmead-Bartlett, (a kommunizmus ellenfele) Magyarországon a bolsevikok ellen harcolt. Két éven át (1924-1926) London Észak Hammersmith-i választókerületének Konzervatív Parlamenti képviselője volt.
Ashmead-Bartlett később a Daily Telegraph indiai tudósítója volt. Beszámolóiban erős ellenségeskedést tanúsított Gandhi indiai függetlenségének kampányával kapcsolatban.
1931-ben halt meg Lisszabonban.

## Válogatott művei
- Ellis Ashmead-Bartlett. Port Arthur, the Siege and Capitulation. W. Blackwood and sons (1906) (1906)
- Ellis Ashmead-Bartlett (1923). The Tragedy of Central Europe. London, Thornton Butterworth Ltd. 1923.
- Ellis Ashmead-Bartlett. Uncensored Dardanelles (1928)
- Ellis Ashmead-Bartlett (1929). The Riddle of Russia[halott link]. Sorozat – 22 cikk a Daily Telegraph-ban, 1929 január 22-től február 20-ig.

## Fordítás
- Ez a szócikk részben vagy egészben  az   Ellis Ashmead-Bartlett című angol Wikipédia-szócikk ezen változatának fordításán alapul.  Az eredeti cikk szerkesztőit annak laptörténete sorolja fel. Ez a jelzés csupán a megfogalmazás eredetét és a szerzői jogokat jelzi, nem szolgál a cikkben szereplő információk forrásmegjelöléseként.